# Xiumei (köpinghuvudort i Kina, Hunan Sheng, lat 29,51, long 111,63)
Xiumei är en köpinghuvudort i Kina. Den ligger i provinsen Hunan, i den södra delen av landet, omkring 200 kilometer nordväst om provinshuvudstaden Changsha. Antalet invånare är 17 636. Befolkningen består av 8 754 kvinnor och 8 882 män. Barn under 15 år utgör 12,0 %, vuxna 15-64 år 75 %, och äldre över 65 år 12,0 %.
Runt Xiumei är det tätbefolkat, med 308 invånare per kvadratkilometer. Närmaste större samhälle är Mengquan, 18,3 km sydväst om Xiumei. Trakten runt Xiumei består till största delen av jordbruksmark.
Genomsnittlig årsnederbörd är 1 706 millimeter. Den regnigaste månaden är maj, med i genomsnitt 303 mm nederbörd, och den torraste är december, med 32 mm nederbörd.